# Orconectes sloanii
Orconectes sloanii är en kräftdjursart som först beskrevs av Bundy 1876.  Orconectes sloanii ingår i släktet Orconectes och familjen Cambaridae. IUCN kategoriserar arten globalt som livskraftig. Inga underarter finns listade i Catalogue of Life.